# 向构父

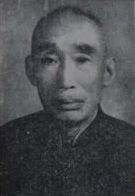

向构父（1879年10月25日—1970年10月12日），原名瑞彝，湖南宁乡人。中華民國政治人物。

## 生平
向构父早年曾加入华兴会，后前往日本留学，先后就读于早稻田大学、东京帝国大学。武昌起义后回国，参加南京光复。后在上海、北京创办了《东方日报》、《上海民报》、《北京时报》等报纸，并任教于神州大学。后曾担任国务院秘书、讨逆军总部秘书、杀虎口税务监督、察绥两省印花税处处长等职。其后回到湖南并创办中原银行。1946年在张君劢邀请下加入中国民主社会党并任中央常委、湖南省主委。1946年当选制宪国民大会代表。赴台后，任总统府国策顾问，后又任中国民主社会党中央主席。